# Hylaeus porcatus
Hylaeus porcatus är en biart som beskrevs av Roy R. Snelling 1980. Hylaeus porcatus ingår i släktet citronbin, och familjen korttungebin. Inga underarter finns listade i Catalogue of Life.